# 1913 Sekanina
1913 Sekanina è un asteroide della fascia principale. Scoperto nel 1928, presenta un'orbita caratterizzata da un semiasse maggiore pari a 2,8795295 UA e da un'eccentricità di 0,0774448, inclinata di 1,57085° rispetto all'eclittica. L'asteroide è dedicato all'astronomo statunitense Zdenek Sekanina.